# Цкитишвили, Леван
Лева́н Цкитишви́ли (груз. ლევან ცქიტიშვილი; 10 октября 1976, Тбилиси, ГССР, СССР) — грузинский футболист, полузащитник.

## Биография

### Клубная карьера
Воспитанник тбилисского «Динамо». В команде играл с 1993 года по 1998 год и провёл 120 матчей и забил 32 гола. В 1998 году перешёл в немецкий клуб «Фрайбург». В то время в команде играли его соотечественники — Леван Кобиашвили и Александр Иашвили.
В мае 2005 года подписал договор с донецким «Металлургом». Однако надолго в команде не задержался - проведя только три матча в чемпионате, перешёл в немецкий «Вольфсбург».
Позже играл за греческий «Паниониос» и грузинский «Локомотив» из Тбилиси. Хотя мог перейти в голландский АЗ, немецкий «Кайзерслаутерн» и английский «Бирмингем Сити».
1 февраля 2009 года подписал контракт с «Веен Висбаден». Контракт был рассчитан до 30 июня 2010 года.

### Карьера в сборной
В сборной Грузии дебютировал 7 июня 1995 года в матче против Уэльса. Цкитишвили один из самых опытных игроков в сборной Грузии, он провёл 58 матчей и забил 1 гол. Леван был капитаном команды в матче против Италии (2:0).

## Достижения
- Чемпион Грузии: 1993, 1994, 1995, 1996, 1997, 1998
- Обладатель Кубка Грузии: 1993, 1994, 1995, 1996, 1997
- Обладатель Суперкубка Грузии: 1996, 1997
- Победитель Второй Бундеслиги: 2003

## Личная жизнь
Женат на девушке Мака. Они растят четверых детей, троих дочерей и сына .